# Christoph Seitz
Pour les articles homonymes, voir Seitz.
Christoph Seitz (né le 20 novembre 1914 à Munich et mort le 14 juillet 1985 à Mühldorf am Inn) est un homme politique allemand (SED) et en 1945 le premier maire de Rostock après la Seconde Guerre mondiale.

## Biographie
Christoph Seitz est le fils d'ouvrier. Après l'école primaire, il suit un apprentissage de métallurgiste et de taillandier. Seitz exerce ensuite ce métier. En 1932, il rejoint la Ligue des jeunes communistes d'Allemagne, interdite en 1933. En 1937, Christoph Seitz est engagé dans le Service du travail du Reich. Après le début de la Seconde Guerre mondiale, il est enrôlé dans la Wehrmacht. En 1942, il déserte et est fait prisonnier de guerre par les Soviétiques. Seitz y devient membre du Comité national pour une Allemagne libre, avec la 3e armée du Front biélorusse d'avril 1944 à avril 1945. Après l'invasion de l'Armée rouge en mai 1945, Christoph Seitz est nommé maire de Rostock. Il occupe ce poste jusqu'en novembre 1945, puis celui de maire de Schwerin. En 1945, il rejoint le KPD, en 1946 après la fusion avec le SPD, Seitz devient membre du SED. En sa qualité d'homme politique local, il participe au premier cours à l'Académie allemande d'administration dans la forêt de Zinna (de).
En décembre 1949, Christoph Seitz devient employé au ministère des Affaires étrangères de la RDA (MfAA). Le 3 mars 1950, le gouvernement provisoire de la RDA, sur proposition du ministre des Affaires étrangères Georg Dertinger, décide de nommer Seitz deuxième conseiller de la mission diplomatique de la RDA auprès du gouvernement de la Tchécoslovaquie à Prague. De 1952 à 1956, il est conseiller d'ambassade et chargé d'affaires à l'ambassade de la RDA à Moscou. Le 6 mars 1953, Seitz est reçu comme conseiller et chargé d'affaires de la mission diplomatique en URSS par le vice-ministre des Affaires étrangères de l'URSS, Jakob Malik, à l'occasion du décès de Joseph Staline. De 1956 à 1957, il étudie à l'école du parti et de 1957 à 1960, il est secrétaire de l'organisation du parti du district SED au ministère des Affaires étrangères. Après qu'une affectation prévue en tant qu'ambassadeur en Albanie n'a pas lieu en 1960, Seitz est nommé chef du premier département européen du MfAA en octobre 1960. En janvier 1961, Christoph Seitz s'enfuit en Allemagne de l'Ouest.

## Récompenses
- 1955 Ordre patriotique du mérite en bronze [5]